# Granges-Paccot
Granges-Paccot (frp. Gradzè Pako, hist. Zur Schüren) – szwajcarska gmina (fr. commune; niem. Gemeinde) w kantonie Fryburg, w okręgu Sarine. Leży nad rzeką Sarine.

## Demografia
W Granges-Paccot mieszka 3 839 osoby. W 2020 roku 33,4% populacji gminy stanowiły osoby urodzone poza Szwajcarią.

## Transport
Przez teren gminy przebiegają autostrada A12 oraz droga główna nr 182. Na jej terenie znajduje się wiadukt kolejowy nad rzeką Sarine (Viaduc de Grandfey) przez który przebiega ważna linia kolejowa Berno – Lozanna.